# FIFA 100
A FIFA 100 a brazil Pelé által összeállított lista, amely az általa vélt 100 „legnagyobb élő labdarúgót” tartalmazza. A listát 2004. március 4-én, a Fédération Internationale de Football Association (FIFA) megalapításának 100. évfordulójára rendezett londoni gálán hozták nyilvánosságra.
A lista végül bővebb lett, összesen 125 név került rá, 123 férfi játékos mellett Michelle Akers és Mia Hamm, az USA női válogatottjának tagjai is helyet kaptak rajta. A lista összeállításakor az azon szereplő játékosok közül 50 volt aktív, 75-en már visszavonultak.

## Amerika

### Argentína
- Gabriel Batistuta
- Hernán Crespo
- Mario Kempes
- Diego Maradona
- Daniel Passarella
- Omar Sívori
- Alfredo Di Stéfano
- Juan Sebastián Veron
- Javier Zanetti
- Javier Saviola

### Brazília
- Carlos Alberto Torres
- Cafu
- Roberto Carlos
- Falcão
- Júnior
- Pelé
- Rivaldo
- Rivelino
- Romário
- Ronaldinho
- Ronaldo
- Djalma Santos
- Nílton Santos
- Sócrates
- Zico

### Chile
- Elías Figueroa
- Iván Zamorano

### Kolumbia
- Carlos Valderrama

### Mexikó
- Hugo Sánchez

### Paraguay
- Romerito

### Peru
- Teófilo Cubillas

### Uruguay
- Enzo Francescoli

### USA
- Mia Hamm
- Michelle Akers

## Európa

### Anglia
- Gordon Banks
- David Beckham
- Bobby Charlton
- Kevin Keegan
- Gary Lineker
- Michael Owen
- Alan Shearer

### Belgium
- Jan Ceulemans
- Franky Van der Elst
- Jean-Marie Pfaff

### Bulgária
- Hriszto Sztoicskov

### Csehország
- Josef Masopust
- Pavel Nedvěd

### Dánia
- Brian Laudrup
- Michael Laudrup
- Peter Schmeichel

### Észak-Írország
- George Best

### Franciaország
- Éric Cantona
- Marcel Desailly
- Didier Deschamps
- Just Fontaine
- Thierry Henry
- Raymond Kopa
- Jean-Pierre Papin
- Robert Pirès
- Michel Platini
- Lilian Thuram
- Marius Trésor
- David Trezeguet
- Patrick Vieira
- Zinédine Zidane

### Hollandia
- Marco van Basten
- Dennis Bergkamp
- Johan Cruijff
- Edgar Davids
- Ruud Gullit
- René van de Kerkhof
- Willy van de Kerkhof
- Patrick Kluivert
- Johan Neeskens
- Ruud van Nistelrooy
- Rob Rensenbrink
- Frank Rijkaard
- Clarence Seedorf

### Horvátország
- Davor Šuker

### Írország
- Roy Keane

### Lengyelország
- Zbigniew Boniek

### Magyarország
- Puskás Ferenc

### Németország
- Michael Ballack
- Franz Beckenbauer
- Paul Breitner
- Oliver Kahn
- Jürgen Klinsmann
- Sepp Maier
- Lothar Matthäus
- Gerd Müller
- Karl-Heinz Rummenigge
- Uwe Seeler

### Olaszország
- Roberto Baggio
- Franco Baresi
- Giuseppe Bergomi
- Giampiero Boniperti
- Gianluigi Buffon
- Alessandro Del Piero
- Giacinto Facchetti
- Paolo Maldini
- Alessandro Nesta
- Gianni Rivera
- Paolo Rossi
- Francesco Totti
- Christian Vieri
- Dino Zoff

### Oroszország
- Rinat Daszajev

### Portugália
- Luís Figo
- Rui Costa
- Eusébio

### Románia
- Gheorghe Hagi

### Skócia
- Kenny Dalglish

### Spanyolország
- Emilio Butragueño
- Luis Enrique
- Raúl

### Törökország
- Emre Belözoğlu
- Rüştü Reçber

### Ukrajna
- Andrij Sevcsenko

## Afrika

### Ghána
- Abedi Pelé

### Kamerun
- Roger Milla

### Libéria
- George Weah

### Nigéria
- Jay-Jay Okocha

### Szenegál
- El Hadji Diouf

## Ázsia

### Dél-Korea
- Hong Mjongbo

### Japán
- Nakata Hidetosi